# غیبندها-۵
غیبندها-۵ (به لاتین: Gaibandha-5) یک منطقهٔ مسکونی در بنگلادش است که در ناحیه گایبنده واقع شده‌است.